# プライムS
『プライムS』（プライムえす）は、NHK広島放送局をはじめとするNHKの中国地方の放送局で、2014年4月4日から2016年3月まで放送された地域情報番組である。金曜日の20:00 - 20:43に放送される。

## 概要
2011年から放送された情報番組「フェイス」の拡大版にあたる「フェイス・グランデ」をリニューアルした形で2014年4月から放送を開始した。これに伴い金曜スペシャルが終了した。主に長期取材で掘り下げる大型企画番組（被爆関連、自然環境（海と生きるシリーズなど）、紀行番組など）を放送する。番組内容によっては他地区ブロックと連動で放送する場合もある。

## 放送時間
いずれも日本標準時（JST）で、中国地方の総合テレビでの放送。
本放送
- 金曜日 20:00 - 20:43（拡大版の場合は19:30 - 20:43）

再放送
- 土曜日 10:35 - 11:18（不定期週での再放送。拡大版の場合は10:05 - 11:18）

## 放送・制作局
- NHK広島放送局（幹事局）
- NHK岡山放送局
- NHK山口放送局
- NHK鳥取放送局
- NHK松江放送局

## 他の地域の金曜夜の地域番組
- 北海道 - 北海道クローズアップ
- 東北 - クローズアップ東北
- 関東・甲信越 - 特報首都圏
  - 新潟 - 金よう夜きらっと新潟
- 東海・北陸 - ナビゲーション
- 近畿 - かんさい熱視線
- 四国 - 四国羅針盤
- 九州・沖縄 - 特報フロンティア

| NHK中国地方 総合テレビ 金曜夜の地域情報番組（19時台）                  | NHK中国地方 総合テレビ 金曜夜の地域情報番組（19時台） | NHK中国地方 総合テレビ 金曜夜の地域情報番組（19時台） |
| 前番組                                                                 | 番組名                                                | 次番組                                                |
| ---------------------------------------------------------------------- | ----------------------------------------------------- | ----------------------------------------------------- |
| フェイス（フェイス・グランデ） 金曜スペシャル（NHK中国地方の情報番組） | プライムS                                             | 勝手にブランド発見伝 （不定期）                       |